# 전각복두

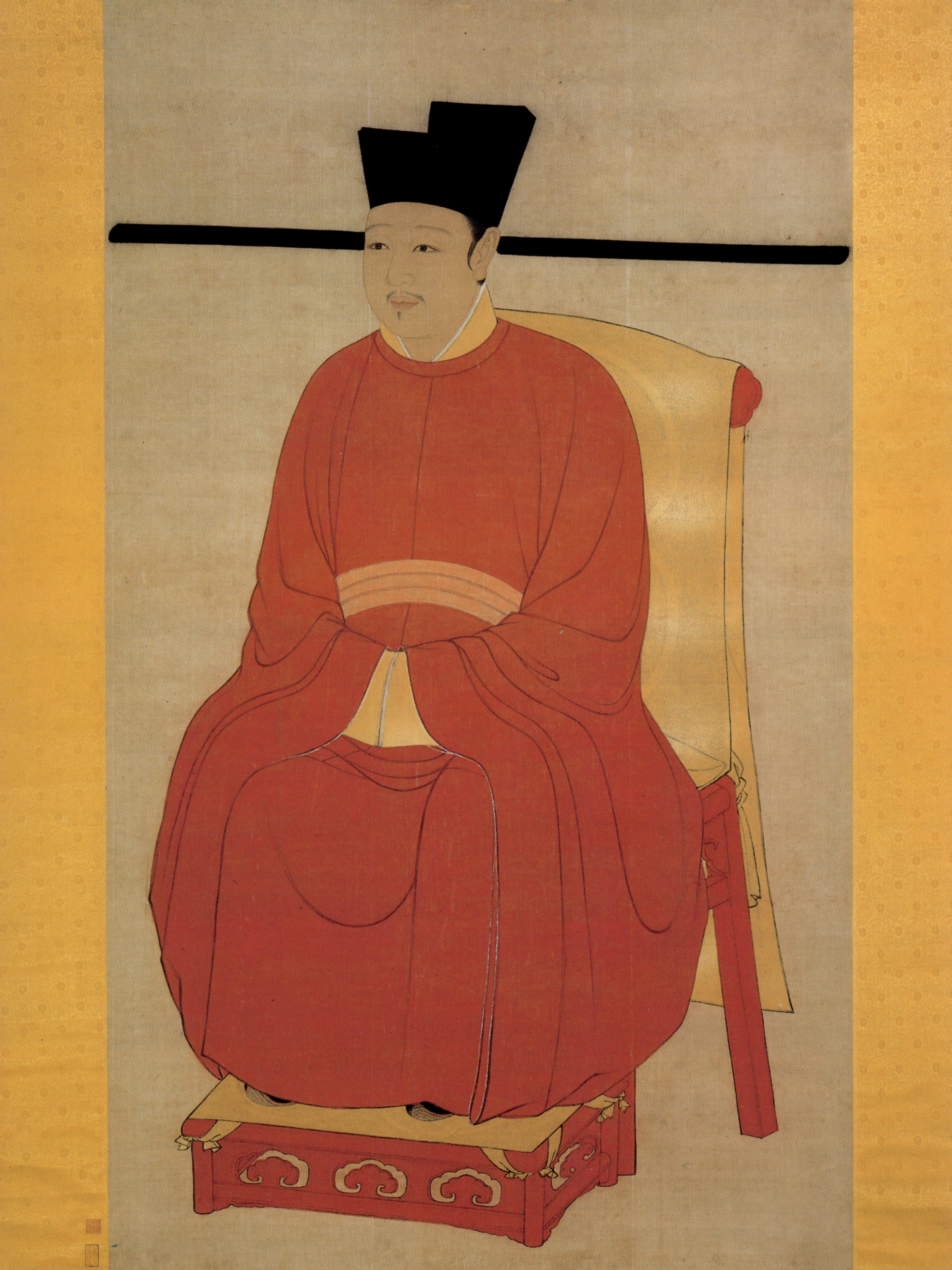
전각복두를 쓴 북송 휘종.

전각복두(展脚幞頭)는 각이 평행하게 붙은 복두이다. 중국 송나라 때 관모 및 왕관으로 사용되었다.